# 降本孟
降本孟（1990年3月22日—），日本種子島出身漫畫家。

## 經歷
過去筆名為古元孟，在2012年以《浮幽DAYS》獲得11月期MGP的佳作評選。2014年以獲得週刊Young Magazine11月間新人漫畫賞的佳作評選。以獲得第90回週刊少年Magazine新人漫畫賞特別獎勵賞。
2016年在小學館旗下網絡漫畫平台發佈首部連載作品《八月的幽靈》，始用降本孟為筆名，作品以他故鄉種子島為背景。

## 作品
- 《八月的幽靈》（８月のゴースト）連載於2016年8月10日—2016年12月28日，2017年3月10日出版單行本（全一冊）
- 《BACK TO THE 母親》（BACK TO THE 母さん）連載於《Big Comic Spirits》2017年35號—2018年19號，之後出版單行本（全三冊）
- 《玉手箱》（たまてばこ）連載於2019年9月10日—2019年12月17日，之後出版單行本（全一冊）
- 《想要给别人看的露乃》（見せたがりの露乃ちゃん）連載於《月刊Comic@Bunch》2020年4月號—2023年9月號，之後出版單行本（全五冊）
- 《美夜醬的女王生活》（美夜ちゃんのきゅーいんライフ！）連載於《月刊 BIG GANGAN》2024 Vol.07—

## 外部連結
- 降本孟的X（前Twitter）
- 降本孟的pixiv